# Glamis Burn
Glamis Burn ist ein 2,5 Kilometer langer Bach in der schottischen Council Area Angus. Unter Einbeziehung des Glen Ogilvie Burn beträgt seine Länge 10,7 Kilometer.

## Beschreibung
Der Bach entsteht durch den Zusammenfluss des Glen Ogilvie Burn mit einem namenlosen Bach knapp zwei Kilometer südöstlich von Glamis. In einer älteren Quelle wird auch der in 277 m Höhe an den nördlichen Hängen des Craigowl Hill entspringende Glen Ogilvie Burn dem Glamis Burn zugeschlagen, woraus sich eine Gesamtlänge von etwa 11 km ergäbe. Südlich von Glamis, nahe der A928, staut sich der Glamis Burn zu einem kleinen See, aus dem er als Wasserfall abläuft und dann entlang der Ostflanke von Glamis und durch die Anlagen von Glamis Castle abfließt. Etwa 250 m nördlich von Glamis Castle mündet er in das Dean Water, das über den Isla in den Tay abfließt.